# Strays
Strays è il terzo album in studio dei Jane's Addiction, pubblicato il 22 luglio 2003 dalla Capitol Records.

## Utilizzo dei brani
La traccia 10 fa parte della colonna sonora del videogioco SSX3 della Electronic Arts. La traccia 9 fa parte della colonna sonora del videogioco Tony Hawk's Underground. La traccia 1 fa parte della colonna sonora del videogioco MLB 2005 per PlayStation. La traccia 6 fa parte della colonna sonora della serie televisiva statunitense Entourage.

## Tracce
Testi e musiche di Chris Chaney, Perry Farrell, Martyn LeNoble, Dave Navarro e Stephen Perkins, eccetto dove indicato.
1. True Nature - 3:49 (Ezrin, Farrell, LeNoble, Navarro, Perkins)
2. Strays (Embry, Ezrin, Farrell, David J, Navarro, Perkins) - 4:32
3. Just Because- 3:51
4. Price I Pay - 5:27
5. The Riches (Embry, Ezrin, Farrell, LeNoble, Navarro, Perkins) - 5:44
6. Superhero (Embry, Ezrin, Farrell, Navarro, Perkins) - 3:58
7. Wrong Girl - 4:32
8. Everybody's Friends - 3:18 (Ezrin, Farrell, Navarro, Perkins)
9. Suffer Some - 4:14 (Ezrin, Farrell, LeNoble, Navarro, Perkins)
10. Hypersonic - 3:32 (Ezrin, Farrell, LeNoble, Navarro, Perkins)
11. To Match the Sun - 5:25 (Ezrin, Farrell, LeNoble, Navarro, Perkins)

## Formazione
- Perry Farrell - voce
- Dave Navarro - chitarra, piano
- Chris Chaney - basso
- Stephen Perkins - batteria, percussioni

### Musicisti ospiti
- Aaron Embry - tastiere, kalimba
- Zack Ray - tastiere
- Scott Page - sassofono
- John Shanks - mandolino
- Mike Finnegan - organo
- Kim Hill - cori
- Dionna Brooks-Jackson - cori